# Paul Feig

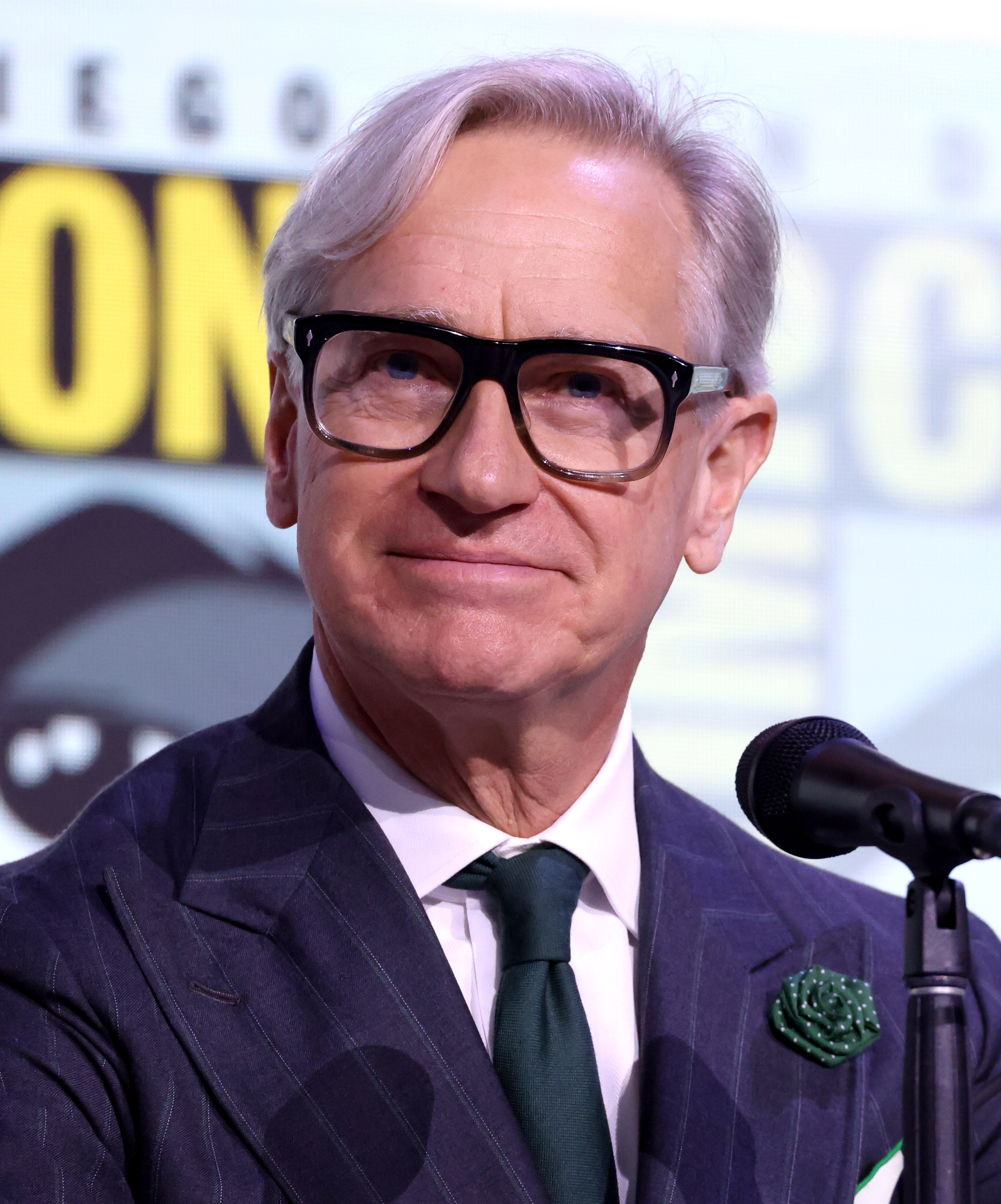
Paul Feig (2025)

Paul Samuel Feig (* 17. September 1962 in Royal Oak, Michigan) ist ein US-amerikanischer Regisseur, Drehbuchautor, Produzent und Schauspieler.

## Leben
Feig wuchs in Mount Clemens, Michigan auf. Er machte 1980 seinen Abschluss an der Chippewa Valley High School. 1984 schloss er die USC School of Cinema-Television ab. Nach seinem Studium trat Feig zunächst als Komiker auf und war in diversen Filmen und Serien in Nebenrollen zu sehen, etwa in der Rolle des Eugene Poole in der ersten Staffel von Sabrina – Total Verhext!.
Feig entwickelte und schrieb 1999 die kurzlebige Fernsehserie Voll daneben, voll im Leben (1999–2000), die trotz guter Kritiken noch vor der Ausstrahlung der gesamten ersten Staffel wieder eingestellt wurde. In der von Judd Apatow produzierten Serie hatten Schauspieler und Komiker wie Seth Rogen, James Franco und Jason Segel ihre ersten großen Rollen. Die Serie erlangte mit der Zeit einen Kultstatus und wurde vom Time Magazine in ihre Liste der 100 besten Fernsehserien aller Zeiten aufgenommen. Feig übernahm 2001 Regie bei Apatows nächster Serie American Campus – Reif für die Uni?, die allerdings auch nur eine Staffel lang lief.
2011 gelang Feig mit der Komödie Brautalarm sowohl bei Kritikern als auch an der Kinokasse ein Überraschungserfolg. Es folgten weitere Komödien mit der Schauspielerin Melissa McCarthy, die für ihre Rolle in Brautalarm 2012 als beste Nebendarstellerin für einen Oscar nominiert wurde. Mit McCarthy arbeitete er auch bei den Filmen Taffe Mädels (2013), Spy – Susan Cooper Undercover (2015) und Ghostbusters (2016) zusammen. Für die beiden letzten schrieb Feig auch das Drehbuch. Zudem verfasste er das Drehbuch zu Mein Bester & Ich, dem US-Remake der französischen Komödie Ziemlich beste Freunde, mit Bryan Cranston und Kevin Hart.

## Bücher
- Paul Feig: Kick Me. Adventures in Adolescence. Three Rivers Press, New York 2002, ISBN 0-609-80943-1 (Memoiren).
- Paul Feig: Die Anleitung zum Superlover. Wer zu spät kommt, den bestraft die Liebe („Superstud. Or How I Became a 24-Year-Old Virgin“). Edition Seeliger, Wolfenbüttel 2007, ISBN 978-3-936281-12-5 (Memoiren).

## Filmografie (Auswahl)

### Als Schauspieler
- 1987: Faustrecht – Terror in der Highschool (Three O’Clock High)
- 1987: Zombie High
- 1990: Ski Academy (Ski Patrol)
- 1994: Die nackte Kanone 33⅓ (Naked Gun 33⅓: The Final Insult)
- 1996: That Thing You Do!
- 1996–1997: Sabrina – Total Verhext! (Sabrina, the Teenage Witch, Fernsehserie, 24 Episoden)
- 2002: Schwere Jungs (Stealing Harvard)
- 2006: Beim ersten Mal (Knocked Up)

### Als Regisseur
- 2001: American Campus – Reif für die Uni? (Undeclared, Fernsehserie, Episode 1x09)
- 2003: I Am David
- 2004–2005: Arrested Development (Fernsehserie, 7 Episoden)
- 2005, 2007–2011: The Office (Fernsehserie, 15 Episoden)
- 2006: Oh je, du Fröhliche (Unaccompanied Minors)
- 2009–2010: Nurse Jackie (Fernsehserie, 10 Episoden)
- 2011: Brautalarm (Bridesmaids)
- 2013: Taffe Mädels (The Heat)
- 2015: Spy – Susan Cooper Undercover (Spy)
- 2016: Ghostbusters (Ghostbusters: Answer the Call)
- 2018: Nur ein kleiner Gefallen (A Simple Favor)
- 2019: Last Christmas
- 2022: Welcome to Flatch (Fernsehserie, 5 Episoden)
- 2022: The School for Good and Evil
- 2024: Ein Jackpot zum Sterben! (Jackpot!)
- 2025: Nur noch ein kleiner Gefallen (Another Simple Favor)

### Als Drehbuchautor
- 1999–2000: Voll daneben, voll im Leben (Freaks and Geeks, Fernsehserie, Schöpfer, Drehbuch von 6 Episoden)
- 2003: I Am David
- 2015: Spy – Susan Cooper Undercover (Spy)
- 2015: Other Space (Fernsehserie, Schöpfer, Drehbuch von Episode 1x01)
- 2016: Ghostbusters (Ghostbusters: Answer the Call)
- 2022: Welcome to Flatch (Fernsehserie, 2 Episoden)
- 2022: The School for Good and Evil

### Als Produzent
- 2015: Spy – Susan Cooper Undercover (Spy)
- 2015: Die Peanuts – Der Film (The Peanuts Movie)
- 2017: Mädelstrip (Snatched)
- 2018: Nur ein kleiner Gefallen (A Simple Favor)
- 2019: Someone Great
- 2019: Last Christmas
- 2022: The School for Good and Evil
- 2024: Ein Jackpot zum Sterben! (Jackpot!)
- 2025: Nur noch ein kleiner Gefallen (Another Simple Favor)